# コチア
コチア（Cotia）は、ブラジル・サンパウロ州の都市。サンパウロの西側にあり都市圏の一部である。市民の呼称は「コチアーノ (cotiano)」、女性形は「コチアーナ (cotiana)」である。

## 名称の由来
コチアの名称の由来には諸説ある。トゥピ語で住処、家を意味するAkuti、Kutiに由来するとする説、Kutiaは合流地点（多くの山道の合流する要所のため）を意味するため同地域にその地名がついたとする説等がある。一般的には、先住民がペットとして飼っていた小動物クチア（pt:cutia）が地名の由来となったとする説が広く知られている。

## 歴史
行政的に独立した1856年が正式な創立年とされているが、それ以前からポルトガル人の入植者やインディオがこの地域に住んでいた。サンパウロ市議会には16世紀末から17世紀初頭までさかのぼる、この地域の土地の所有権を巡っての住民間の諍いの記録が残っている。
当初はアクチア（Acutia）と呼ばれていた、イエズス会の司祭が作った先住民のキリスト教化村だった。この地には先住民が使っていた山道が多くあったため、ブラジル奥地へ向かう探検隊（バンデイランテ）によって利用されることとなった。
17世紀にはバンデイランテの有力者達がポルトガル王から無償で与えられた土地として同地を所有するようになった。17世紀中期、著名なバンデイランテであるフェルナン・ジアス・パエスによってノッサ・セニョーラ・デ・モンセラットの礼拝堂が建てられ、1713年（1703年との説あり）
に有力なバンデイランテであったエステボン・ロペス・デ・カマルゴが自身が所有する土地を寄贈し、そこへノッサ・セニョーラ・デ・モンセラット教会を移し、現代に至る。
18世紀、19世紀にはサンパウロ市とソロカーバ市を結ぶ宿場町として賑わった。1823年（1723年との説あり）、コチアは小教区となり、1856年4月2日に町に昇格された。当時の人口は3370名で、そのうち411名が奴隷であった。
20世紀、日本移民が入植し、本格的なジャガイモ栽培を開始。ジャガイモの産地として知られるようになる。1927年12月11日、ブラジル日系人によってブラジルで最初の農業生産者協同組合であるコチア・バタタ生産者産業組合（後に南米最大の農協となるコチア産業組合）が創立され、同地での野菜栽培と養鶏業も盛んになった。

## 姉妹都市
- 高知市、日本
- いの町、日本[4]
- カスタンニャウ市、ブラジル
- フレズノ市,、アメリカ合衆国
- 蕪湖市、中国
- 北見市、日本
- スラバヤ市、インドネシア
- クチン市、マレーシア

## 出身者
- レアンドロ・バリオス・ヒタ・ドス・マルティレス - サッカー選手